# Leona Machálková
Leona Machálková (ur. 24 maja 1967 w Gottwaldovie) – czeska piosenkarka i aktorka.

## Życiorys
Urodziła się w 1967 r. w Gottwaldovie. Młodość spędziła w Przerowie. Już wtedy interesowała się muzyką i teatrem. Ukończyła historię i język czeski na Wydziale Filozoficznym Uniwersytetu Palackiego w Ołomuńcu.
W 1991 r. została prezenterką radia Evropa 2. Prowadziła program Telerezonance w Telewizji Czeskiej, a także występowała w teatrze Semafor. Otrzymała role w szeregu musicalów.
Jako piosenkarka debiutowała w 1996 r. albumem studyjnym pt. Leona.

## Dyskografia
Albumy studyjne
- Leona (1996)
- Film a muzikál (1998)
- Film a muzikál II (1999)
- Blízká setkání (2001)
- Jsem to já (2002)
- Voda divoká (2005)
- Největší hity – Best of (2009)
- Největší hity – Best of (2013)
- Duety (2017)

Źródło: 